# Eufaula (Oklahoma)
Eufaula è un comune degli Stati Uniti d'America, capoluogo della contea di McIntosh, nello Stato dell'Oklahoma.
La sua popolazione era di 2 639 abitanti, secondo il censimento dell'United States Census Bureau dell'anno 2000.
Il suo territorio si estende su una superficie di 24,9 km², di cui 17,2 km² su superficie emersa e 7,8 km² di acque interne (31,15%).
A Eufaula si trova il lago omonimo, il lago Eufaula, il maggiore bacino lacustre interamente nello Stato dell'Oklahoma, racchiuso dalla diga "Eufaula Dam of Oklahoma".
È pure presente lo Standing Rock, un monumento storico che ricorda la creazione del lago locale.
In questa località fu assassinata a fine XIX secolo la "regina dei fuorilegge" Belle Starr, popolarmente conosciuta come "Bandit Queen".

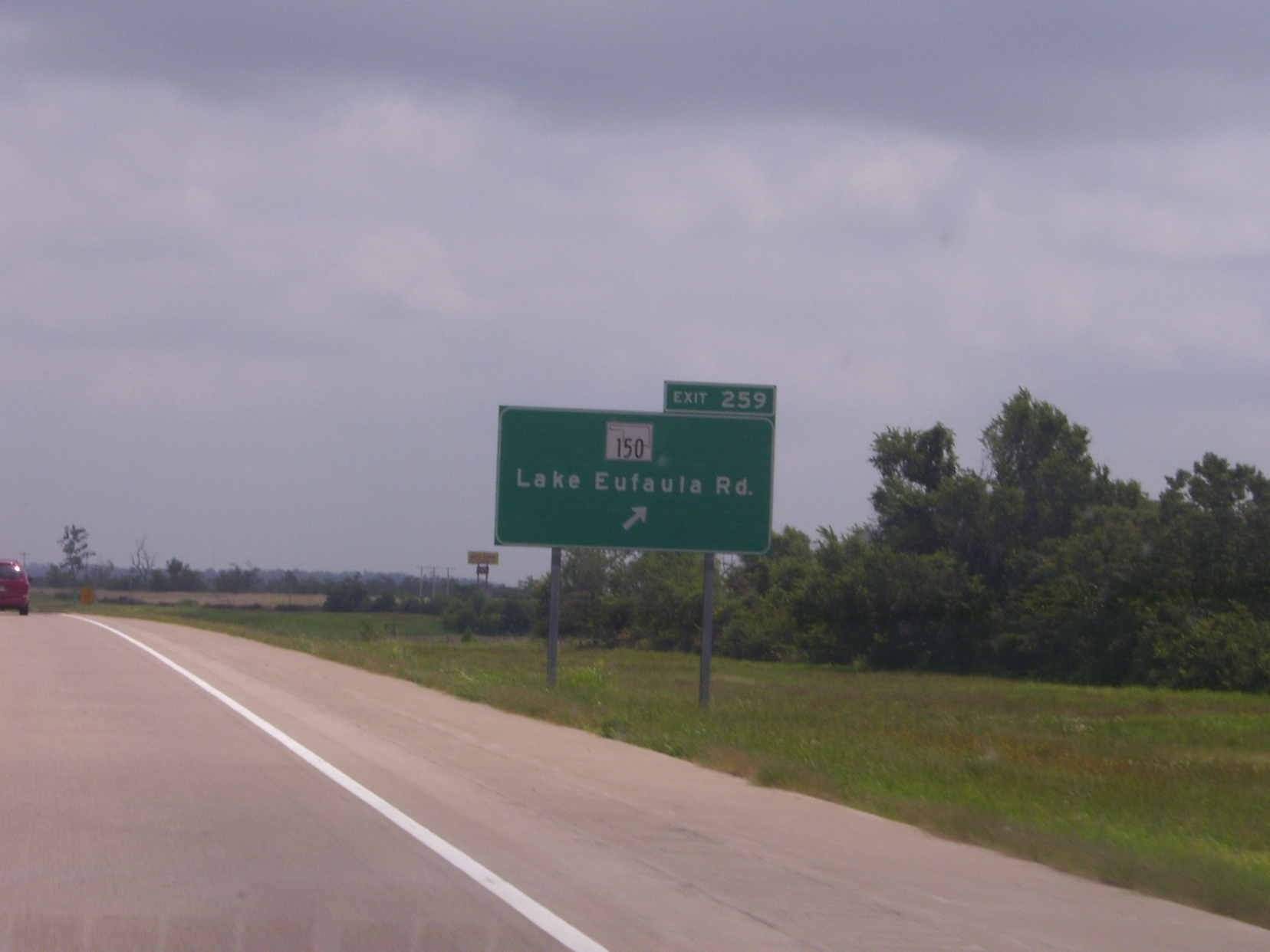
L'uscita 259 della I40, in prossimità del lago Eufaula